# Lewis Island, Newfoundland
Lewis Island är en ö i Kanada.   Den ligger i provinsen Newfoundland och Labrador, i den östra delen av landet, 1 700 km öster om huvudstaden Ottawa. Arean är 10,6 kvadratkilometer. Ön ligger i viken Bonavista Bay.
Terrängen på Lewis Island är platt. Öns högsta punkt är 135 meter över havet. Den sträcker sig 3,1 kilometer i nord-sydlig riktning, och 6,8 kilometer i öst-västlig riktning.